# 目黒エンペラー
ホテル目黒エンペラー（ホテルめぐろエンペラー、HOTEL MEGURO EMPEROR）は、東京都目黒区下目黒2丁目にあるラブホテルである。

## 歴史
目黒川べりの旅館跡地に7億円を投じ建てられた西洋の古城風のラブホテルで、1973年（昭和48年）12月にオープンし、その時には『ニューズウィーク』誌にも紹介された。
地上8階、地下1階、全30室で構成のホテルは回転ベットの部屋（85年の新風営法施行以後回転しなくなった）、馬車の形をしたベッドの部屋、本物のアメジストが壁一面に埋め込まれた部屋、白いピアノの上に王冠が飾られた部屋、SMの部屋（汚れて1年持たないためのちにやめる）などがあり、どの部屋にも共通しているのは、大理石の床やオニキスの壁などで飾られ、装飾はかなりデラックスだったことであった。豪華な内装と斬新な設備を導入し、日陰の存在であったラブホテルを一気に全国に広めた目黒エンペラーは、多くのマスコミが取り上げ、「目黒エンペラーに行ってきた」ということが自慢になるほどの人気ぶりだった。オープンした昭和40年代後半はちょうど性の解放が声高に叫ばれていた時期で、目黒エンペラーは、その勢いにうまく乗った。繁華街ではなく住宅街のど真ん中、しかも休憩だけで3500円から25000円という料金を設定しており、こんなベラボウな値段では3ヵ月ももつまいと言われていたが、その後大成功し、全盛期には32室で月4000万円くらい稼いでいたともいわれている。
当初経営していたのは「株式会社東興」。目黒エンペラーの成功を受け、前橋、伊勢崎、本庄、足立、新宿、横浜など首都圏に支店を次々オープンし、1986年（昭和61年）11月には本店、支店あわせ12店を展開していた。当時の人々にとって、あこがれのホテルで人気のホテルとなった目黒エンペラーにあやかり、全国に「エンペラー」（旧ホテル名を含む）を名乗るホテルは、北は北海道札幌市から南は鹿児島県曽於市まで69ヶ所に広がった。

### 経営の変遷
栄華を極めた目黒エンペラーであったが、新風営法の施行で取り締まりが厳しくなるのではないかとの恐れが業界内に流れると、回転ベッドを取り外し、ステンドグラスに布をかぶせて、普通のビジネスホテル風にリニューアルして法律から逃れたが、同時に客にも逃げられ、人気は衰退していった。1988年（昭和63年）10月、相模湖畔に建つ豪華客船を模した「ホテルクイーンエリザベス石庭」を始めとした10数店舗を傘下に置いていたホテル石庭グループに30億円で買収され、外観だけ残し10億円かけて全面改装が行われ、翌年9月、「目黒倶楽部石庭」と改称しリニューアルオープンした。ギャラリーホテルと銘打たれた目黒倶楽部石庭は、3部屋を除いて残りの28室を、同じ大きさ、同じパターンで統一し、かつての目黒エンペラーの"やたらハデハデ路線"を変更し、"シンプルかつ豪華"をコンセプトに改修された。なお、10店舗以上あった東興が運営していた目黒エンペラーの支店は、オーナーの体調不良もあって全部処分されたとみられている。
2007年（平成19年）9月、「目黒倶楽部石庭」から改称し、「目黒エンペラー」の名称を復活させた。
なお、現在の「目黒エンペラー」の運営会社は姉妹店の神奈川県横浜市中区の「エグゼクティブホテルグランドガーデン」も運営している。